# Les Collines-de-l’Outaouais
Les Collines-de-l’Outaouais ( AFI: [(lɛ)kɔlindəlutawɛ]) son un municipio regional de condado (MRC) de la provincia de Quebec en Canadá. Este MRC está ubicado en la región de Outaouais. La capital es Chelsea aunque el municipio más poblado es Val-des-Monts.

## Geografía

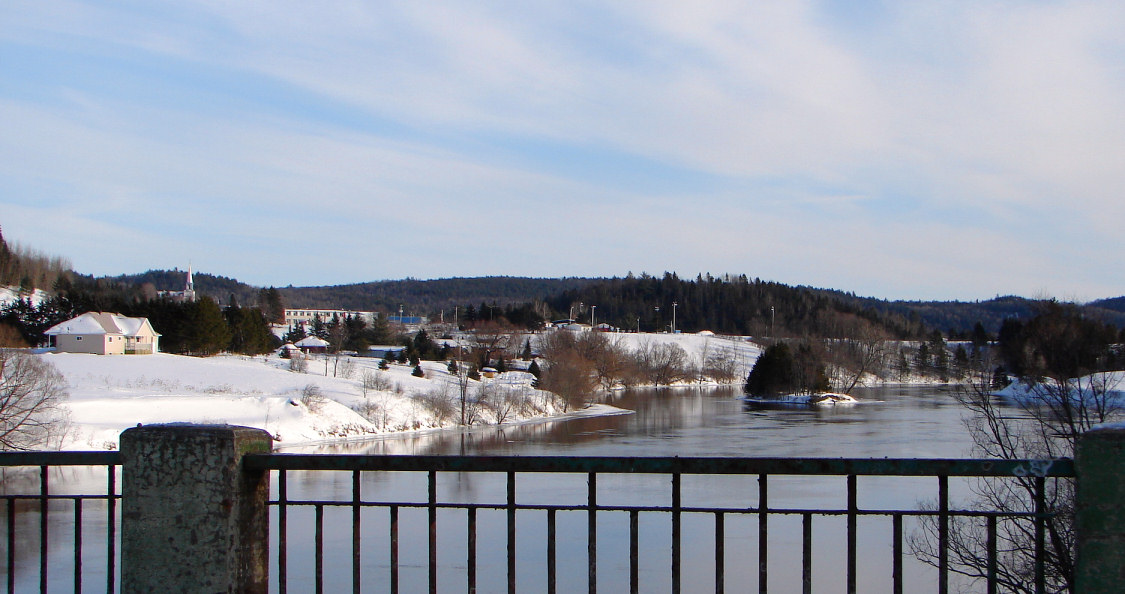
Río del Liebre en Notre-Dame-de-la-Salette

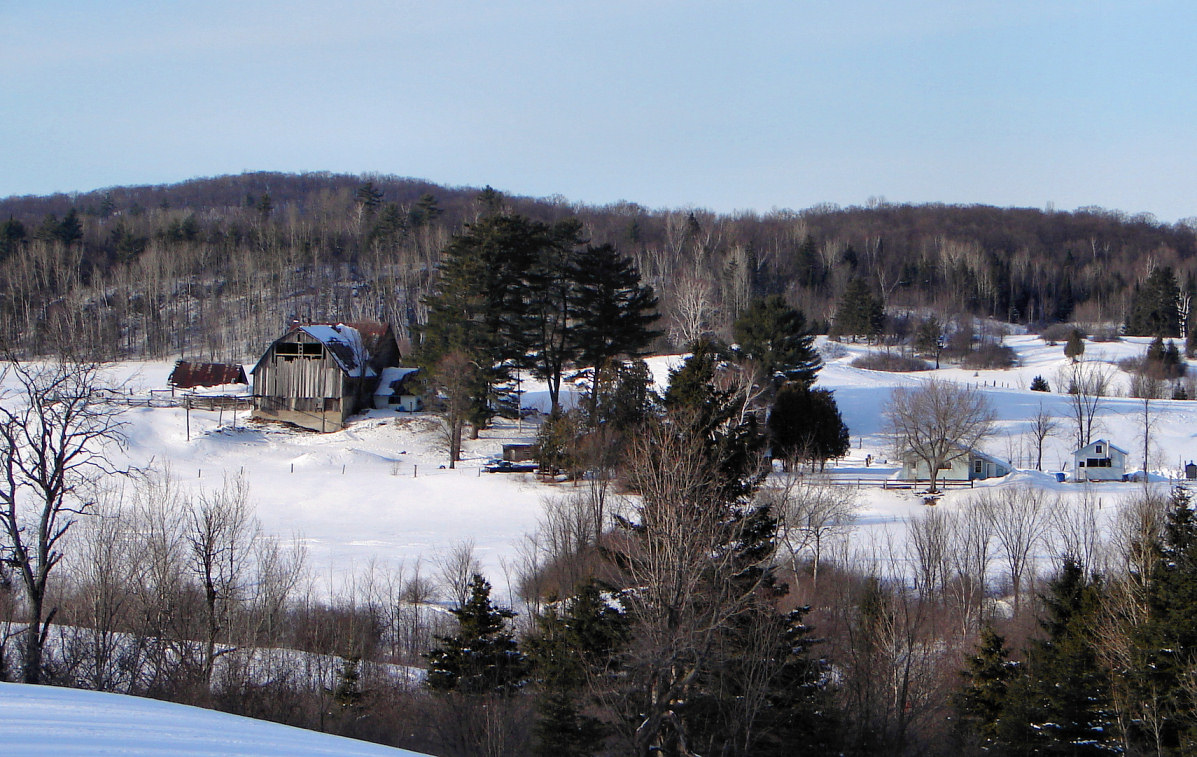
Val-des-Monts

El MRC de Les Collines-de-l’Outaouais está ubicado al norte del río Ottawa y del ciudad de Gatineau. Los MRC vecinos son Pontiac al oeste, La Vallée-de-la-Gatineau al norte y Papineau al este. Al sur, por otra orilla del río Ottawa se encuentran la ciudad de Ottawa en la provincia de Ontario. El territorio hace parte del sur del macizo de Laurentides y el relieve es ondulado. Los ríos Gatineau y del Liebre atraviesan el MRC para desembocar en el río Ottawa.

## Historia

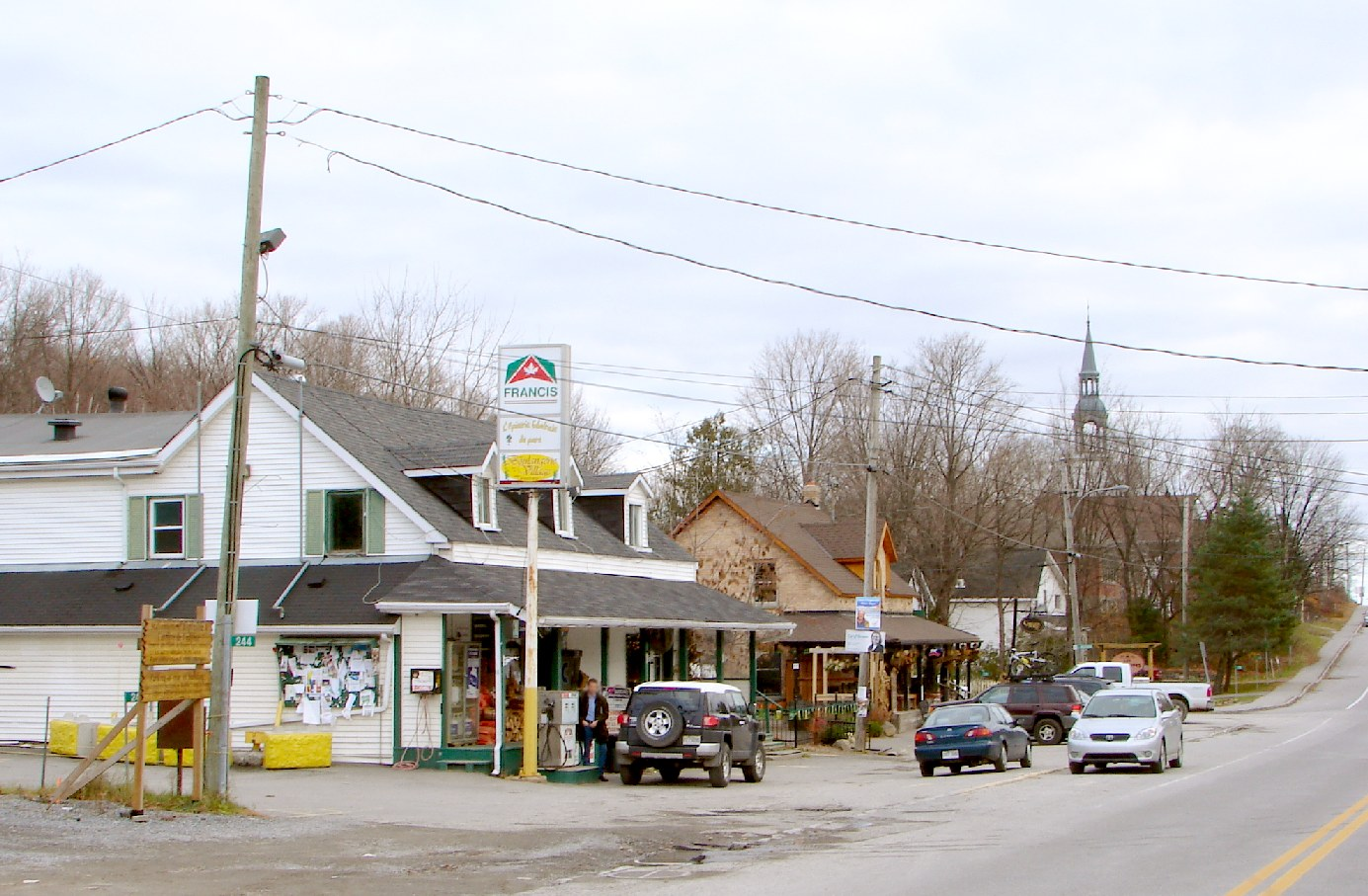
Chelsea.

El MRC fue creado en 1991 a partir de la parte rural de la antigua comunidad regional de Outaouais que incluyó la actual ciudad de Gatineau también. El topónimo deriva del relieve y del nombre de la región.

## Política
El MRC hace parte de las circunscripciones electorales de 'Gatineau, Papineau y Pontiac a nivel provincial y de Pontiac a nivel federal.

## Población
Según el Censo de Canadá de 2011, había 46 393 personas residiendo en este MRC con una densidad de población de 12,7 hab./km². El aumento de población fue de 10,4 % entre 2006 y 2011. El número de inmuebles particulares ocupadas por residentes habituales resultó de 17 448 a las cuales se suman más de 4 608 otros que son en gran parte segundas residencias.

## Economía
La estructura económica regional se funda sobre la agricultura y el turismo.

## Componentes
Hay 7 municipios en el MRC.
| Código | Nombre                      | Tipo      | Fecha de constitución | Área total (km²) | Área agua (km²) | Área tierra (km²) | Población 2013 | Densidad (hab./km²) |
| ------ | --------------------------- | --------- | --------------------- | ---------------- | --------------- | ----------------- | -------------- | ------------------- |
| 82005  | L'Ange-Gardien              | Municipio | 17.05.1979            | 224,5            | 6,0             | 218,5             | 5171           | 23,7                |
| 82010  | Notre-Dame-de-la-Salette    | Municipio | 17.05.1979            | 117,1            | 2,8             | 114,3             | 754            | 6,6                 |
| 82015  | Val-des-Monts               | Municipio | 01.01.1975            | 481,4            | 42,3            | 439,1             | 10 625         | 24,2                |
| 82020  | Cantley                     | Municipio | 01.01.1989            | 134,1            | 4,1             | 130,0             | 10 101         | 77,7                |
| 82025  | Chelsea                     | Municipio | 01.01.1875            | 121,1            | 7,7             | 113,4             | 7083           | 62,5                |
| 82030  | Pontiac                     | Municipio | 01.01.1975            | 504,6            | 56,3            | 448,3             | 5793           | 12,9                |
| 82035  | La Pêche                    | Municipio | 01.01.1975            | 616,5            | 31,8            | 584,7             | 7751           | 13,3                |
| 820    | Les Collines-de-l’Outaouais | MRC       | 04.12.1991            | 2199,3           | 151,1           | 2048,2            | 47 258         | 23,1                |